# Jordan Vogt-Roberts
Pour les articles homonymes, voir Vogt (homonymie) et Roberts.
Jordan Vogt-Roberts, né le 22 septembre 1984 à Détroit, Michigan (États-Unis), est un réalisateur, scénariste et producteur de cinéma américain.

## Biographie
Jordan Vogt-Roberts est né le 22 septembre 1984 à Détroit, Michigan (États-Unis).

## Carrière
Il écrit et réalise le court métrage Successful Alcoholics, avec T. J. Miller et Lizzy Caplan. Il est projeté au festival du film de Sundance 2010, au SXSW Film Festival, à l'AFI Fest et dans 30 autres festivals.
Après Successful Alcoholics, il réalise des épisodes de plusieurs séries télévisées, comme Single Dads (2009-2011), puis Funny or Die Presents… sur HBO et Death Valley sur MTV, en 2011.
Il travaille ensuite sur la série Mash Up, diffusée en 2012 sur Comedy Central. Il coécrit la série avec T. J. Miller et réalise tous les épisodes.
Son premier long métrage, The Kings of Summer, sort en 2013. Cette comédie dramatique est notamment présentée au festival du film de Sundance 2013 et festival international du film de Cleveland, et obtient notamment un prix au festival international de Dallas.
En septembre 2014, il est annoncé comme réalisateur de Kong: Skull Island, nouvelle adaptation des aventures de King Kong. Le film sort en mars 2017 et s'inscrit dans un univers commun (MonsterVerse) développé par Legendary Pictures et Warner Bros. et débuté avec Godzilla (2014).
Après Kong: Skull Island, il pourrait mettre en scène un projet longtemps évoqué : une adaptation cinématographique de la série de jeux vidéo Metal Gear Solid,.
En avril 2021, Netflix annonce que le réalisateur dirigera et produira l’adaptation de Gundam, de Legendary Pictures et Sunrise, pour la plateforme de streaming .

## Filmographie
Sauf indication contraire, les informations mentionnées dans cette section peuvent être confirmées par la base de données cinématographiques IMDb,  présente dans la section « Liens externes ».

### Réalisateur
- 2009 - 2011 : Single Dads (30 épisodes)
- 2010 : Successful Alcoholics (court métrage)
- 2011 : Funny or Die Presents… (5 épisodes)
- 2011 : Death Valley (3 épisodes)
- 2011 : Life After 25 If Born Before 1984 (court métrage)
- 2012 : Mash Up (8 épisodes)
- 2013 : The Kings of Summer
- 2014 : Nick Offerman: American Ham (émission spéciale)
- 2014 / 2019 : You're the Worst (4 épisodes)
- 2017 : Kong: Skull Island
- 2024 : Hysteria! (saison 1, épisodes 1 et 8)

### Producteur exécutif
- 2010 : Successful Alcoholics (court métrage)
- 2013 : The Kings of Summer
- 2014 : Nick Offerman: American Ham (émission spéciale)
- 2020 : The Walking Dead: World Beyond (saison 1, épisode 1)
- 2024 : Hysteria! (8 épisodes)

### Scénariste
- 2010 : Successful Alcoholics (court métrage)

## Distinctions
Source : Internet Movie Database

### Récompenses
- Festival du film du New Hampshire 2010 : meilleur court métrage de comédie pour Successful Alcoholics
- Festival international de Dallas 2013 : prix du public Narrative Feature Film pour The Kings of Summer

### Nominations
- Phoenix Film Critics Society Awards 2013 : meilleur réalisateur pour The Kings of Summer